# Max Bauer (Mineraloge)

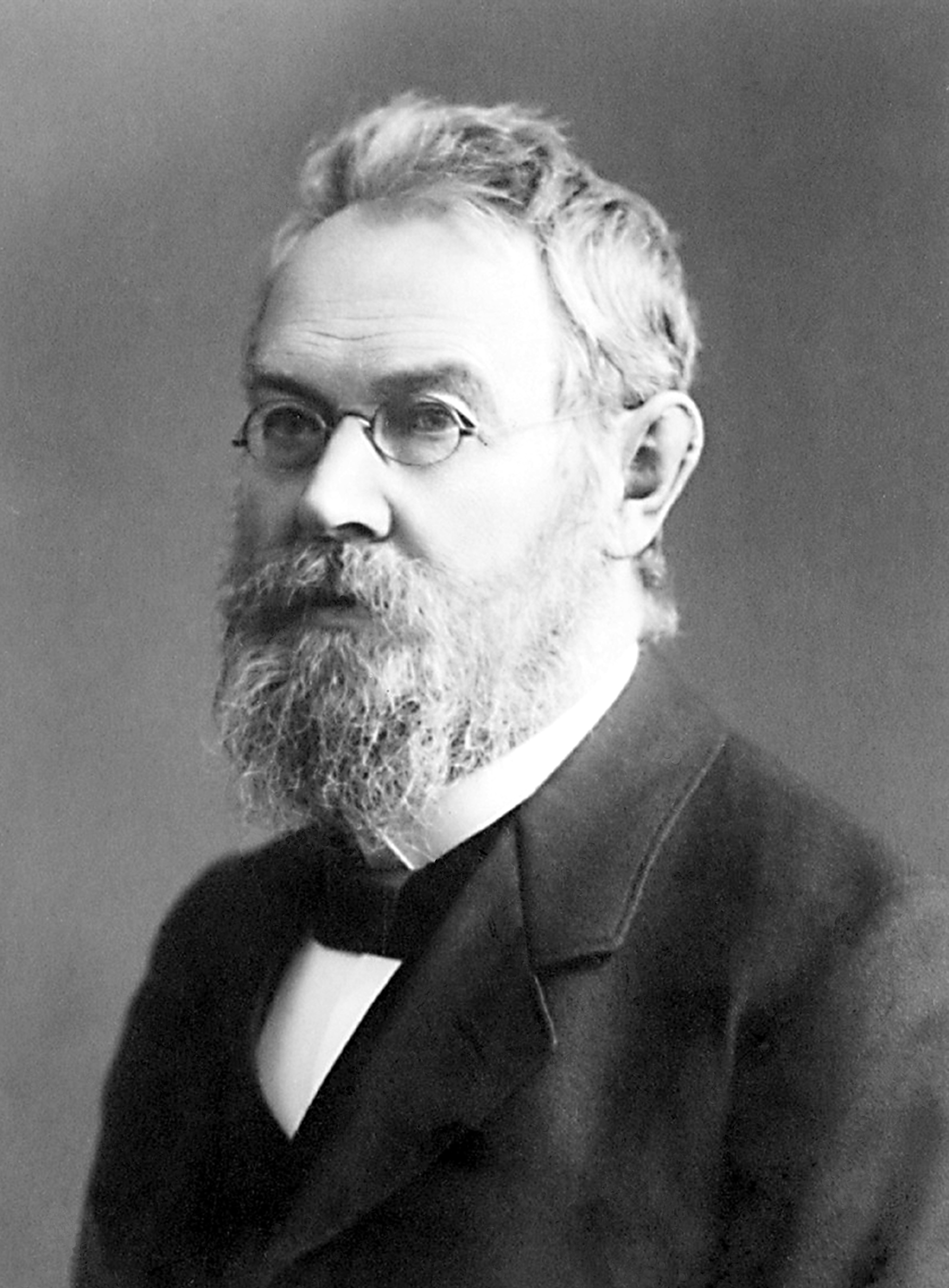
Max Hermann Bauer

Max Hermann Bauer (* 13. September 1844 in Gnadental, Württemberg; † 4. November 1917 in Marburg) war ein deutscher Mineraloge und Hochschullehrer.

## Leben
Bauer, ein Sohn des Pfarrers Hermann Bauer (1814–1872), studierte in Tübingen, Paris und Berlin. 1867 wurde er in Tübingen promoviert und habilitierte sich 1871 für Mineralogie und Geologie in Göttingen. Ab 1871 war er Mitarbeiter bei den Kartenaufnahmen der Königl. Geologischen Landesanstalt in Berlin. 1872 ging Bauer als Privatdozent nach Berlin. 1875 wurde er als ordentlicher Professor für Mineralogie und Geologie an die Albertus-Universität Königsberg berufen. In Königsberg war er 1882/83 Rektor der Universität. 1884 ging Bauer in der Nachfolge des verstorbenen Mineralogen Friedrich Klocke als ordentlicher Professor für Mineralogie und Petrographie an die Philipps-Universität Marburg. 1889 und 1903 war er Dekan der Philosophischen Fakultät. 1892/93 wurde er zum Rektor der Philipps-Universität Marburg gewählt. 1896 folgte die Ernennung zum Geheimen Regierungsrat. Bauer wurde 1915 von seinen amtlichen Verpflichtungen entbunden, übernahm aber 1916/17 noch die Vertretung seines Nachfolgers.
Bauer war Mitglied der Deutschen Akademie der Naturforscher Leopoldina (ab 1883) und der Gesellschaft der Wissenschaften zu Göttingen (ab 1900).

## Familie
Ab 1874 war Bauer mit Julie Schnurrer (* 14. Januar 1853)  verheiratet; aus dieser Verbindung gingen zwei Söhne (der Theologe Walter Bauer und der Admiral Hermann Bauer) und eine Tochter (Helene Gertrud Bauer, verheiratet mit Rudolf Heinrich Weber) hervor.

## Werke
- Rubin und Sapphir. Verl.-Anst. und Dr. A.-G., Hamburg 1897 (Digitalisat)
- Lehrbuch der Mineralogie, Berlin 1886 (2., völlig neubearb. Aufl. Stuttgart 1904)
- Edelsteinkunde. Eine allgemein verständliche Darstellung der Eigenschaften, des Vorkommens und der Verwendung der Edelsteine, nebst einer Anleitung zur Bestimmung derselben für Mineralogen, Steinschleifer, Juweliere etc., Leipzig 1896 (2. vollkommen durchges. und teilw. neubearb. Aufl. Leipzig 1909).